# Murni
Murni is een bestuurslaag in het regentschap Jambi van de provincie Jambi, Indonesië. Murni telt 5089 inwoners (volkstelling 2010).